# 竜岡村 (山梨県)
竜岡村（たつおかむら）は山梨県北巨摩郡にあった村。現在の韮崎市龍岡町各町にあたる。

## 地理
- 河川：釜無川、御勅使川

## 歴史
- 1875年（明治8年）7月 - 巨摩郡若尾新田・下条東割村・下条南割村が合併して竜岡村となる。
- 1878年（明治11年）7月22日 - 郡区町村編制法の施行により、竜岡村が北巨摩郡の所属となる。
- 1889年（明治22年）7月1日 - 町村制の施行により、竜岡村が単独で自治体を形成。
- 1954年（昭和29年）10月10日 - 韮崎町・穂坂村・藤井村・清哲村・神山村・大草村・旭村・中田村・穴山村・円野村と合併して韮崎市が発足。同日竜岡村廃止。

## 交通

### 道路
- 国道52号